# Reckange-sur-Mess
Reckange-sur-Mess (luxemburguès Reckeng op der Mess, alemany Reckingen) és una comuna i vila a l'est de Luxemburg, que forma part del cantó d'Esch-sur-Alzette. Comprèn les viles de Reckange-sur-Mess, Ehlange-sur-Mess, Limpach, Pissange, Roedgen i Wickrange. Limita amb les comunes de Leudelange, Mondercange, Sanem, Bertrange i Dippach.

## Població
| Nacionalitat   | Població | %      |
| -------------- | -------- | ------ |
| luxemburguesos | 1.397    | 82,18% |
| Forasters      | 303      | 17,82% |
| - portuguesos  | 55       | 3,24%  |
| - francesos    | 61       | 3,59%  |
| - italians     | 42       | 2,47%  |
| - belgues      | 37       | 2,18%  |
| - alemanys     | 41       | 2,41%  |
| - iugoslaus    |          |        |
| - altres       | 67       | 3,94%  |

## Evolució demogràfica
| Any        | Població |
| ---------- | -------- |
| 15/02/2001 | 1.700    |
| 01/01/2002 | 1.718    |
| 01/01/2003 | 1.763    |
| 01/01/2004 | 1.838    |
| 01/01/2005 | 1.908    |